# (11350) Teresa
(11350) Teresa es un asteroide perteneciente al cinturón de asteroides descubierto el 29 de agosto de 1997 por Ángel López Jiménez y Rafael Pacheco desde el Observatorio Astronómico de Mallorca en España.

## Designación y nombre
Designado provisionalmente como 1997 QN4. Fue nombrado Teresa en homenaje a la esposa de uno de los descubridores.

## Características orbitales
Teresa está situado a una distancia media del Sol de 2,9291 ua, pudiendo alejarse hasta 3,2440 ua y acercarse hasta 2,6142 ua. Su excentricidad es 0,1075 y la inclinación orbital 2,4927  grados. Emplea unos 1831 días en completar una órbita alrededor del Sol.

## Características físicas
La magnitud absoluta de Teresa es 13,4. Tiene un diámetro de 5,781 km y su albedo se estima en 0,253.